# أطباء عبر القارات
أطباء عبر القارات (بالإنجليزية: Physicians Across Continents) واختصاراً لـ PAC هي هيئة طبية إنسانية عالمية –إحدى الهيئات التابعة لرابطة العالم الإسلامي– تقدم الرعاية الطبية عالية الجودة إلى المرضى والشعوب المتضررة من الكوارث والأزمات بغض النظر عن العرق أو الدين أو البلد.
تتخذ الهيئة من مدينة الرياض في المملكة العربية السعودية مقراَ لها ولديها فروع في عدد من الدول، وتستند عملها على المبادئ الإنسانية المعنية بأخلاقيات مهنة الطب وذلك وفق رسالتها التي تبنتها منذ انطلاقتها.

## التأسيس
قامت مجموعة من الأطباء والصيادلة والفنيين والممرضين والإداريين والإعلاميين العاملين في الحقل الصحي بتأسيس أطباء عبر القارات في بدايات عام 1424هـ – 2003م، حيث انضمت إلى رابطة العالم الإسلامي بعد ذلك بسنوات قليلة لتعمل في مجال العمل الخيري الطبي في دول العالم الفقيرة.
تنطلق أطباء عبر القارات في عملها من خلال المجلس التنفيذي الذي يدير العمل بالتعاون مع الإدارات الأخرى التي تضم وحدة الكوارث، والمركز الإعلامي، وإدارة التدريب والتطوير، وقسم التنسيق العلاجي الداخلي، بالإضافة إلى الأقسام الإدارية والمالية.

## الإستراتيجية
تعتمد الإستراتيجية الإدارية للهيئة على عدة محاور تدعم بشكل مباشر أهداف الهيئة ورسالتها:
- المشاركة في مكافحة ومعالجة الأوبئة الواسعة الانتشار.
- المشاركة والمساهمة في إغاثة المنكوبين.
- السعي نحو خلق كوادر ومراكز طبية متخصصة.
- المساهمة في تقديم الحلول والتطبيقات العملية الطبية ورفع المستوى الصحي للمجتمعات.

## أطباء عبر القارات اليوم
خلال الثلاثة عشر سنة الماضية والتي تواجدت فيهم أطباء عبر القارات في 36 دولة حول العالم حتى الآن، فقد قامت من خلال برامجها ومشاريعها بعلاج أكثر من 1.3 مليون إنسان في مختلف دول العالم، واجرت أكثر من 51 ألف عملية جراحية متخصصة منها 455 عملية قلب مفتوح وقسطرة علاجية.

## وصلات خارجية
- شحنة مساعدات لـ«أطباء عبر القارات» تصل مأرب (العربية نت)
- أطباء عبر القارات ترسل المساعدات الطبية إلى محافظات اليمن المتضررة (صحيفة الجزيرة)
- «أطباء عبر القارات» تشارك في الحملة الوطنية لنصرة الشعب السوري (جريدة الرياض)
- قافلة أطباء عبر القارات تعالج مرضى في الكنغو (صحيفة عكاظ)
- الموقع الرسمي للمنظمة باللغة العربية